# Stienta
Stienta é uma comuna italiana da região do Vêneto, província de Rovigo, com cerca de 3.010 habitantes. Estende-se por uma área de 24 km², tendo uma densidade populacional de 125 hab/km². Faz fronteira com Bagnolo di Po, Castelguglielmo, Ferrara (FE), Fiesso Umbertiano, Gaiba, Occhiobello.

## Demografia
| Variação demográfica do município entre 1861 e 2011                               |
|                                                                                   |
| Fonte: Istituto Nazionale di Statistica (ISTAT) - Elaboração gráfica da Wikipedia |